# 6607 Matsushima
6607 Matsushima è un asteroide della fascia principale. Scoperto nel 1991, presenta un'orbita caratterizzata da un semiasse maggiore pari a 2,6244990 UA e da un'eccentricità di 0,1117526, inclinata di 4,68318° rispetto all'eclittica.